# The Blueprint 3
The Blueprint 3 (englisch für Die Blaupause 3) ist das elfte Studioalbum des US-amerikanischen Rappers Jay-Z. Es erschien am 8. September 2009 über die Labels Roc Nation und Atlantic Records.

## Produktion und Samples
Bei der Produktion des Albums fungierten Jay-Z selbst sowie Kanye West als Ausführende Produzenten. Letzterer produzierte die Beats zu What We Talkin’ About, Thank You, Run This Town, A Star is Born und Already Home in Zusammenarbeit mit No ID. Bei A Star is Born wirkte außerdem Kenoe mit. Die Instrumentals zu Hate und Young Forever schuf ebenfalls Kanye West, während No ID den Beat von D.O.A. (Death of Auto-Tune) produzierte. Die Hit-Single Empire State of Mind wurde von dem Briten Al Shux in Zusammenarbeit mit Janet Sewell-Ulepic produziert. Der Produzent Timbaland arbeitete bei Off That, Venus vs. Mars und Reminder mit Jerome Harmon zusammen. Außerdem stammt je ein Beat von The Inkredibles (Real as It Gets), Swizz Beatz (On to the Next One) und The Neptunes (So Ambitious).
Zehn der 15 Titel enthalten Samples von Liedern anderer Künstler. What We Talkin’ About sampelt den Song Spirit von Frederic Mercier und Thank You besitzt Elemente des Stücks Ele E Ela von Marcos Valle. Bei D.O.A. (Death of Auto-Tune) werden die Tracks Na Na Hey Hey Kiss Him Goodbye der Band Steam sowie In the Space von Janko Nilovic und Dave Sucky gesampelt. Run This Town enthält ein Sample des Lieds Someday in Athens von Alatas Athenasios, während Empire State of Mind die Titel Love on a Two-Way Street von The Moments und The Breakthrough von Isaac Hayes sampelt. Der Song On to the Next One sampelt D.A.N.C.E. der französischen Band Justice und A Star Is Born enthält Elemente des Tracks Touch Me der Mother Freedom Band. Weitere Samples sind in den Liedern Already Home (Mad Mad Ivy von Gladstone Anderson and the Mudies All-Stars), So Ambitious (Memory Lane von Minnie Riperton) und Young Forever (Forever Young von Alphaville) enthalten.

## Covergestaltung
Das Albumcover ist größtenteils in Schwarz-Weiß gehalten. Es zeigt verschiedenste Musikinstrumente (u. a. Keyboard, Akkordeon, Gitarre, Schlagzeug) sowie Mikrofone und Lautsprecher auf einem Haufen. Im Vordergrund befinden sich drei waagerechte rote Balken. Links oben befindet sich der Schriftzug Jay-Z und rechts oben der Titel The Blueprint 3 in Schwarz.

## Gastbeiträge
Bei elf der 15 Lieder des Albums sind neben Jay-Z andere Künstler zu hören. In What We Talkin’ About hat der Sänger Luke Steele einen Gastauftritt. Der Rapper und Produzent Kanye West unterstützt Jay-Z auf Run This Town und Hate. An ersterem Song ist zudem die Sängerin Rihanna beteiligt. Den Refrain des Tracks Empire State of Mind singt Alicia Keys und der Rapper Young Jeezy tritt auf Real as It Gets in Erscheinung. Der Titel On to the Next One enthält einen Gastbeitrag von Swizz Beatz und beim Lied Off That ist der Rapper Drake zu hören. Außerdem besitzen die Künstler J. Cole (A Star Is Born), Kid Cudi (Already Home), Pharrell Williams (So Ambitious) sowie die Band Mr Hudson (Young Forever) jeweils einen Gastbeitrag.

## Titelliste
| #  | Titel                       | Gastbeiträge           | Produzent                       | Länge |
| -- | --------------------------- | ---------------------- | ------------------------------- | ----- |
| 1  | What We Talkin’ About       | Luke Steele            | Kanye West und No ID            | 4:04  |
| 2  | Thank You                   |                        | Kanye West und No ID            | 4:10  |
| 3  | D.O.A. (Death of Auto-Tune) |                        | No ID                           | 4:15  |
| 4  | Run This Town               | Rihanna und Kanye West | Kanye West und No ID            | 4:27  |
| 5  | Empire State of Mind        | Alicia Keys            | Al Shux und Janet Sewell-Ulepic | 4:36  |
| 6  | Real as It Gets             | Young Jeezy            | The Inkredibles                 | 4:12  |
| 7  | On to the Next One          | Swizz Beatz            | Swizz Beatz                     | 4:17  |
| 8  | Off That                    | Drake                  | Timbaland und Jerome Harmon     | 4:06  |
| 9  | A Star Is Born              | J. Cole                | Kanye West, Kenoe und No ID     | 3:48  |
| 10 | Venus vs. Mars              |                        | Timbaland und Jerome Harmon     | 3:10  |
| 11 | Already Home                | Kid Cudi               | Kanye West und No ID            | 4:29  |
| 12 | Hate                        | Kanye West             | Kanye West                      | 2:38  |
| 13 | Reminder                    |                        | Timbaland und Jerome Harmon     | 4:18  |
| 14 | So Ambitious                | Pharrell Williams      | The Neptunes                    | 4:12  |
| 15 | Young Forever               | Mr Hudson              | Kanye West                      | 4:13  |

## Singleauskopplungen
Als Singles wurden die Songs D.O.A (Death of Auto-Tune), Run This Town, Empire State of Mind, On to the Next One und Young Forever ausgekoppelt.

## Rezeption
| Professionelle Bewertungen | Professionelle Bewertungen |
| -------------------------- | -------------------------- |
| Kritiken                   |                            |
| Quelle                     | Bewertung                  |
| laut.de                    | [ 3 ]                      |
| rap.de                     | [ 4 ]                      |
| Rolling Stone              | [ 5 ]                      |
| allmusic                   | [ 6 ]                      |
| RapReviews                 | [ 7 ]                      |

Bei den Grammy Awards 2011 wurde The Blueprint 3 in der Kategorie Best Rap Album nominiert, unterlag jedoch Recovery von Eminem.

## Kommerzieller Erfolg

### Chartplatzierungen
The Blueprint 3 erreichte Platz 22 der deutschen Albumcharts und konnte sich sechs Wochen in den Top 100 halten. In den USA stieg das Album auf der Spitzenposition ein und konnte sich 55 Wochen in den Charts halten, davon zwei Wochen auf Rang 1.
| ChartsChartplatzierungen       | Höchstplatzierung | Wochen |
| ------------------------------ | ----------------- | ------ |
| Deutschland (GfK)              | 22 (6 Wo.)        | 6      |
| Österreich (Ö3)                | 37 (2 Wo.)        | 2      |
| Schweiz (IFPI)                 | 12 (26 Wo.)       | 26     |
| Vereinigte Staaten (Billboard) | 1 (55 Wo.)        | 55     |
| Vereinigtes Königreich (OCC)   | 4 (38 Wo.)        | 38     |

| ChartsJahrescharts (2009)      | Platzierung |
| ------------------------------ | ----------- |
| Vereinigte Staaten (Billboard) | 12          |
| Vereinigtes Königreich (OCC)   | 62          |

| ChartsJahrescharts (2010)      | Platzierung |
| ------------------------------ | ----------- |
| Vereinigte Staaten (Billboard) | 44          |
| Vereinigtes Königreich (OCC)   | 91          |

### Auszeichnungen für Musikverkäufe
Für mehr als zwei Millionen verkaufte Exemplare wurde The Blueprint 3 in den USA mit Doppelplatin ausgezeichnet. Außerdem erhielt das Album im Vereinigten Königreich eine Platin-Schallplatte für über 300.000 verkaufte Exemplare. Die weltweiten Verkäufe belaufen sich auf mehr als drei Millionen.
| Land/Region                  | Auszeichnungen für Musikverkäufe (Land/Region, Auszeichnung, Verkäufe) | Verkäufe  |
| ---------------------------- | ---------------------------------------------------------------------- | --------- |
| Australien (ARIA)            | Gold                                                                   | 35.000    |
| Frankreich (SNEP)            | Gold                                                                   | 50.000    |
| Irland (IRMA)                | Gold                                                                   | 7.500     |
| Italien (FIMI)               | Gold                                                                   | 25.000    |
| Kanada (MC)                  | Platin                                                                 | 80.000    |
| Vereinigte Staaten (RIAA)    | 2× Platin                                                              | 2.000.000 |
| Vereinigtes Königreich (BPI) | Platin                                                                 | 300.000   |
| Insgesamt                    | 4× Gold · 4× Platin ·                                                  | 2.497.500 |

Hauptartikel: Jay-Z/Auszeichnungen für Musikverkäufe